# PL/pgSQL
PL/pgSQL (Procedural Language/PostgreSQL Structured Query Language) est un langage procédural géré par PostgreSQL. Ce langage est très similaire au PL/SQL d'Oracle, ce qui permet de porter des scripts de ou vers Oracle au prix de quelques adaptations.

## Différences par rapport à PL/SQL
- La notion de paquetage de PL/SQL n'a pas d'équivalent dans PL/pgSQL.
- La structure itérative FOR peut directement itérer sur le résultat d'une requête SQL.
- Les arguments des procédures et fonctions ne peuvent pas prendre de valeurs par défaut, mais la surcharge de fonctions et de procédures est possible.
- Les boucles FOR en REVERSE comptent à rebours à partir du premier chiffre donné jusqu'au deuxième et non du deuxième jusqu'au premier comme en PL/SQL.